# Shahrestān-e Ardestān
Shahrestān-e Ardestān (persiska: شهرستان اردستان, اردستان) är en delprovins (shahrestan) i Iran.   Den ligger i provinsen Esfahan, i den centrala delen av landet, 270 km söder om huvudstaden Teheran.
Delprovinsen hade 42 105 invånare 2016.